# Geologia da Costa do Marfim
A geologia da Costa do Marfim é bastante antiga, rocha metamórfica e ígnea de embasamento cristalino entre 2,1 e mais de 3,5 bilhões de anos, englobando parte da crosta continental estável do Cráton da África Ocidental. Próximo da superfície, essas rochas antigas viram sedimentos e solos de 20 a 45 metros de espessura em média, que detêm grande parte das águas subterrâneas da Costa do Marfim. Rochas sedimentares mais atuais são encontradas ao longo da costa. O país tem enormes recursos minerais, como ouro, diamantes, níquel e bauxita, assim como petróleo e gás offshore.